# Rittschein (Gemeinde Fürstenfeld)
Rittschein ist eine Ortschaft und eine Katastralgemeinde der Stadtgemeinde Fürstenfeld im Bezirk Hartberg-Fürstenfeld in Steiermark. Die Ortschaft hat 165 Einwohner (Stand 1. Jänner 2024).

## Geografie

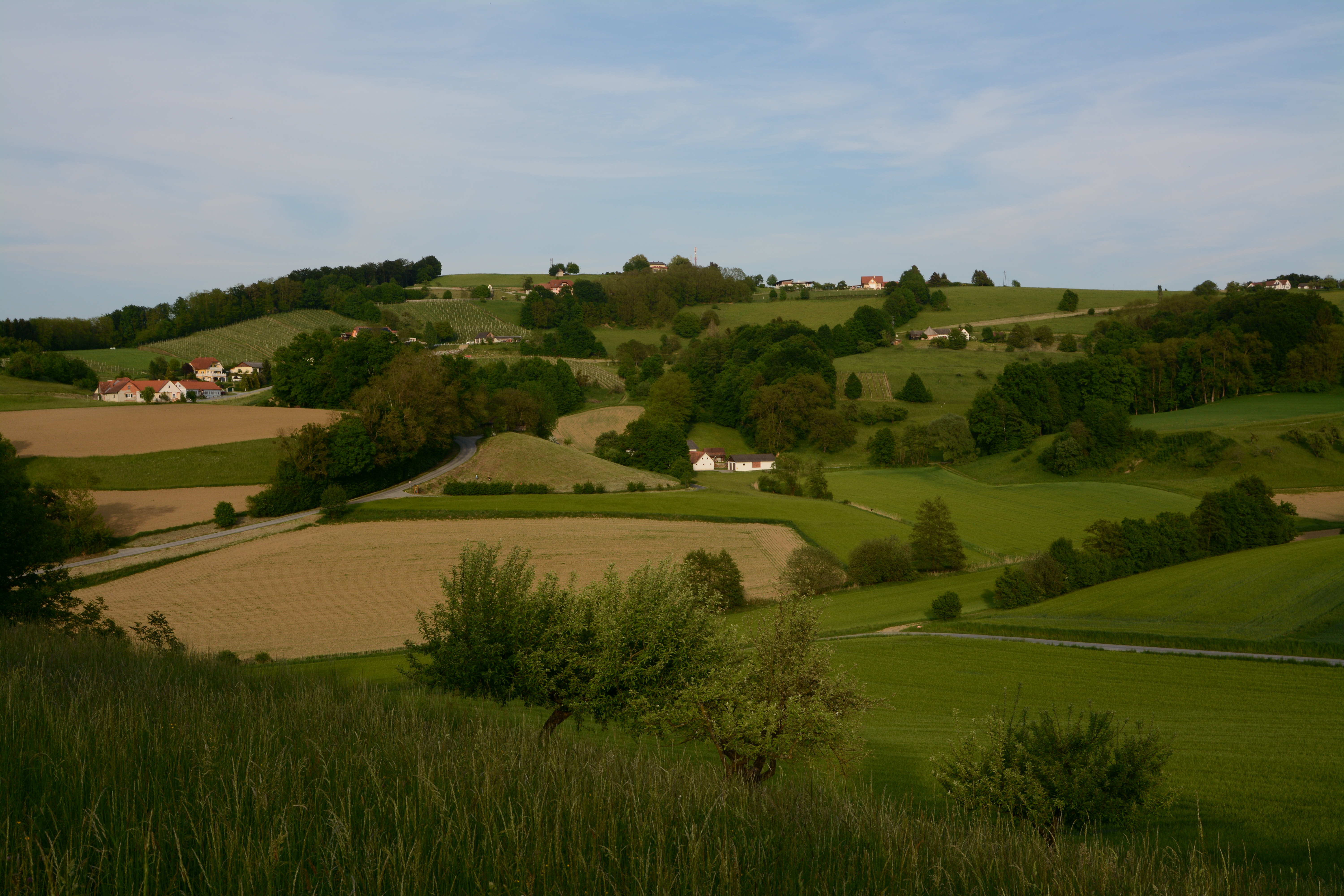
Rittschein, Großkögeln mit Buchberg

Das Dorf an der Rittschein besteht weiters aus den Rotten Außerberg, Großkögeln und Mitterberg sowie aus den zerstreuten Häusern Buchberg und Gladen. Am 1. April 2020 umfasste das Dorf 90 Adressen.

## Siedlungsentwicklung
Zum Jahreswechsel 1979/1980 befanden sich in der Katastralgemeinde Rittschein insgesamt 106 Bauflächen mit 25.863 m² und 123 Gärten auf 502.715 m², 1989/1990 gab es 104 Bauflächen. 1999/2000 war die Zahl der Bauflächen auf 118 angewachsen und 2009/2010 bestanden 111 Gebäude auf 155 Bauflächen.

## Geschichte
Laut Adressbuch von Österreich waren im Jahr 1938 in Rittschein ein Binder, ein Fahrrad- und Nähmaschinenhändler, ein Gastwirt, eine Landesproduktehändlerin, eine Schneiderin, ein Schuster, zwei Trafikanten, zwei Tischler, ein Wagner und mehrere Landwirte ansässig.

## Bodennutzung
Die Katastralgemeinde ist landwirtschaftlich geprägt. 187 Hektar wurden zum Jahreswechsel 1979/1980 landwirtschaftlich genutzt und 105 Hektar waren forstwirtschaftlich geführte Waldflächen. 1999/2000 wurde auf 228 Hektar Landwirtschaft betrieben und 109 Hektar waren als forstwirtschaftlich genutzte Flächen ausgewiesen. Ende 2018 waren 211 Hektar als landwirtschaftliche Flächen genutzt und Forstwirtschaft wurde auf 118 Hektar betrieben. Die durchschnittliche Bodenklimazahl von Rittschein beträgt 40,2 (Stand 2010).

## Persönlichkeiten
- Robert Strobl (* 1985), Profifußballer